# Чакоанска мара
Чакоанска мара (Dolichotis salinicola) е едър южноамерикански гризач от род Мари. Видът е разпространен в северната част на Аржентина и областта Гран Чако, откъдето идва и името му. Видът е близкородствен на по-едрия южен вид патагонска мара.

## Разпространение
Видът населява областта Гран Чако в Парагвай и североизточна Аржентина на юг до провинция Кордоба както и югоизточните части на Боливия. В крайните южни части на ареала се застъпват със северните на патагонската мара.

## Местообитание
Като обитатели на Гран Чако марите предпочитат сухите равнини обрасли с храсталаци. Среща се както в естествени, така и в биотопи променени от човешката намеса. Обитава площ от 33,3 до 197,5 ha. Чакоанските мари се срещат на надморска височина до 400 m.

## Морфологичи особености
Чакоанската мара прилича много на заек. Дължината на тялото варира от 45 до 50 cm, а теглото е около 4 kg. Отличават се от патагонските по липсата на бяло окосмение в областта на задницата.

## Поведение
Чакоанските мари са активни през деня. Обитават дупки под земята, които служат и за отглеждане на поколението. Движат се на групи от няколко индивида. При опасност могат да бягат бързо като се скриват под земята.

## Хранене
Представителите на вида са растителноядни. Пасат основно трева.

## Размножаване
Чакоанските мари образуват моногамни двойки. Бременността продължава 77 дни. Женската ражда до три малки. Кърми малките повече от два пъти дневно в продължение на четири месеца. Продължителността на живота им е до 15 години.